# Antonio Trebiciani
Antonio Trebiciani (Roma, 26 marzo 1938) è un allenatore di calcio italiano.

## Carriera

### Allenatore
Originario di Ostia, dopo aver militato nelle giovanili della Lazio ha iniziato allenando la Lazio Calcio femminile, l'Ostiense e il Centro San Tarcisio. In seguito è passato alla Roma "Primavera" per moltissimi anni dall'inizio degli anni Settanta fino al 1980 vincendo tre campionati nazionali nel 1972-1973, nel 1973-1974 e nel 1977-1978. Con la selezione "Primavera" della Roma ha vinto anche due Coppa Italia Primavera nel 1973-1974 e nel 1974-1975. È, a tutt'oggi, l'allenatore più titolato nel Campionato Primavera italiano e ha avuto il merito di portare in giallorosso, tra gli altri, anche Bruno Conti. Fu lui a spostare un giovane Claudio Ranieri da attaccante a terzino.
Volto del tutto sconosciuto al grande calcio, nelle ultime sei gare del campionato di Serie A 1972-1973 sostituì Helenio Herrera sulla panchina della prima squadra della Roma, ottenendo complessivamente quattro pareggi e due sconfitte. La squadra risultò fra le quattro che avevano totalizzato 24 punti nell'arco della stagione e per decidere quale dovesse retrocedere era previsto il ricorso al criterio della differenza reti, favorevole alla salvezza dei giallorossi. In quella stagione fece esordire nella massima serie un giovanissimo Agostino Di Bartolomei. In seguito divenne il vice di Nils Liedholm.
Nel corso del 1977 tornò a sedere nuovamente sulla panchina della prima squadra della Roma, subentrando a Nils Liedholm.
Nel 1979 allena il Rieti
Dal 1980 al 1982 ha poi allenato il Latina, portandolo in Serie C1. Il suo vice fu la "bandiera" della squadra nerazzurra Vittorio Crociara, primatista assoluto di gol e di presenze con la maglia della squadra del capoluogo pontino
Nel 2008, già supervisore delle "Juniores", allena gli "Allievi" della Roma Team Sport. Nel 2011 allena i "Pulcini" dell'A.S.D. Vega di Ostia.

## Palmarès

### Allenatore

#### Competizioni giovanili
- Campionato Primavera: 3

Roma: 1972-1973, 1973-1974, 1977-1978
- Coppa Italia Primavera: 2

Roma: 1973-1974, 1974-1975